# E801号線
E801号線 (E801ごうせん、英: European route E801) は、ポルトガルのコインブラとスペインのベリンを結ぶ、欧州自動車道路のBクラス幹線道路。

## 経路
- ポルトガル
  - E80、E01 コインブラ
  - E80 ヴィゼウ
  - E805 シャベシュ（英語版）
- スペイン
  - ベリン